# Jesús Herrero
Jesús Herrero Parrón (Madrid, 4 novembre 1986) è un giocatore di calcio a 5 spagnolo, campione europeo con la Nazionale spagnola nel 2016.

## Carriera
Partecipa con la Spagna agli europei del 2014, dove gioca nelle gare contro Croazia e Rep. Ceca. Il 30 agosto 2021 è incluso nella lista definitiva dei convocati alla Coppa del Mondo 2021, conclusa dalla Spagna ai quarti di finale. Il 28 dicembre 2021 viene incluso nella lista dei convocati per il Campionato europeo 2022.

## Palmarès

### Club

#### Competizioni nazionali
- Campionato spagnolo: 6
Inter: 2013-14, 2014-15, 2015-16, 2016-17, 2017-18, 2019-20
- Coppa di Spagna: 5
Inter: 2008-09, 2013-14, 2015-16, 2016-17, 2020-21
- Coppa del Re: 2
Inter: 2014-15, 2020-21
- Supercoppa di Spagna: 5
Inter: 2008, 2011, 2015, 2017, 2018, 2020

#### Competizioni internazionali
- Coppa UEFA: 3
Inter: 2008-09, 2016-17, 2017-18

### Nazionale
- Campionato d'Europa: 1
Serbia 2016